# Ренно
Ренно (фр. Renno, корс. Rennu) — коммуна во Франции, находится в регионе Корсика. Департамент коммуны — Южная Корсика. Входит в состав кантона Севи-Сорру-Чинарка. Округ коммуны — Аяччо.
Код INSEE коммуны — 2A258.

## Население
Население коммуны на 2008 год составляло 90 человек.
| 1962 | 1968 | 1975 | 1982 | 1990 | 1999 | 2008 |
| ---- | ---- | ---- | ---- | ---- | ---- | ---- |
| 261  | 196  | 152  | 108  | 84   | 77   | 90   |

## Экономика
В 2007 году среди 50 человек в трудоспособном возрасте (15—64 лет) 28 были экономически активными, 22 — неактивными (показатель активности — 56,0 %, в 1999 году было 55,0 %). Из 28 активных работали 24 человека (17 мужчин и 7 женщин), безработных было 4 (2 мужчины и 2 женщины). Среди 22 неактивных 2 человека были учениками или студентами, 12 — пенсионерами, 8 были неактивными по другим причинам.